# Elektroniker/in für Energie- und Gebäudetechnik
Elektroniker Fachrichtung Energie- und Gebäudetechnik ist ein staatlich anerkannter Ausbildungsberuf in Deutschland nach der Verordnung über die Berufsausbildung zum Elektroniker und zur Elektronikerin  (Elektronikerausbildungsverordnung - ElekAusbV) vom 30. März 2021. Er gilt als Nachfolgeberuf des klassischen Elektroinstallateurs (ugs. auch Elektriker).

## Neuordnung
Der Beruf Elektroniker/-in mit seinen bisher drei Fachrichtungen war der am häufigsten gewählte Ausbildungsberuf im Elektrohandwerk. Aufgrund des technologischen Wandels, der durch die fortschreitende Digitalisierung ausgelöst wurde, mussten die Berufsprofile innerhalb der Berufsgruppe angepasst werden. Der Beruf Elektroniker/-in wird zukünftig nur in den Fachrichtungen Energie- und Gebäudetechnik sowie Automatisierungs- und Systemtechnik angeboten. Die bisherige Fachrichtung Informations- und Telekommunikationstechnik ist im Beruf Informationselektroniker/-in aufgegangen (Artikel 4, § 4, ElekAusbV).

## Ausbildung
Die Ausbildungszeit zum Elektroniker für Energie- und Gebäudetechnik beträgt dreieinhalb Jahre (Artikel 4, § 2, ElekAusbV).  Die Ausbildung findet als duale Ausbildung nach den Grundsätzen des Berufsbildungsgesetzes (BBiG) in einem Ausbildungsbetrieb und einer Berufsschule statt. Gemäß § 8, BBiG kann die Ausbildungsdauer unter bestimmten Voraussetzungen verkürzt oder verlängert werden.
Der Ausbildungsrahmenplan ist in drei Abschnitte unterteilt: Teil A beschreibt die zu vermittelnden fachrichtungsübergreifenden berufsprofilgebenden, Teil B die in der Fachrichtung Energie- und Gebäudetechnik berufsprofilgebenden und Teil D die integrativ zu vermittelnden Fertigkeiten, Kenntnisse und Fähigkeiten (Artikel 4, Anlage Ausbildungsrahmenplan, ElekAusbV).
Der Rahmenlehrplan weist 13 Lernfelder und 1020 Unterrichtsstunden als Zeitrichtwert aus. In einer Liste, die 15 DIN-A4-Seiten umfasst, werden die Entsprechungen zwischen Ausbildungsrahmenplan und Rahmenlehrplan beschrieben.
Mit Bestehen der Gesellenprüfung als Elektroniker für Energie- und Gebäudetechnik wird eine mögliche Basis für die Qualifikation als Elektrofachkräfte im Sinne der Unfallverhütungsvorschriften geschaffen.

## Arbeitsgebiete

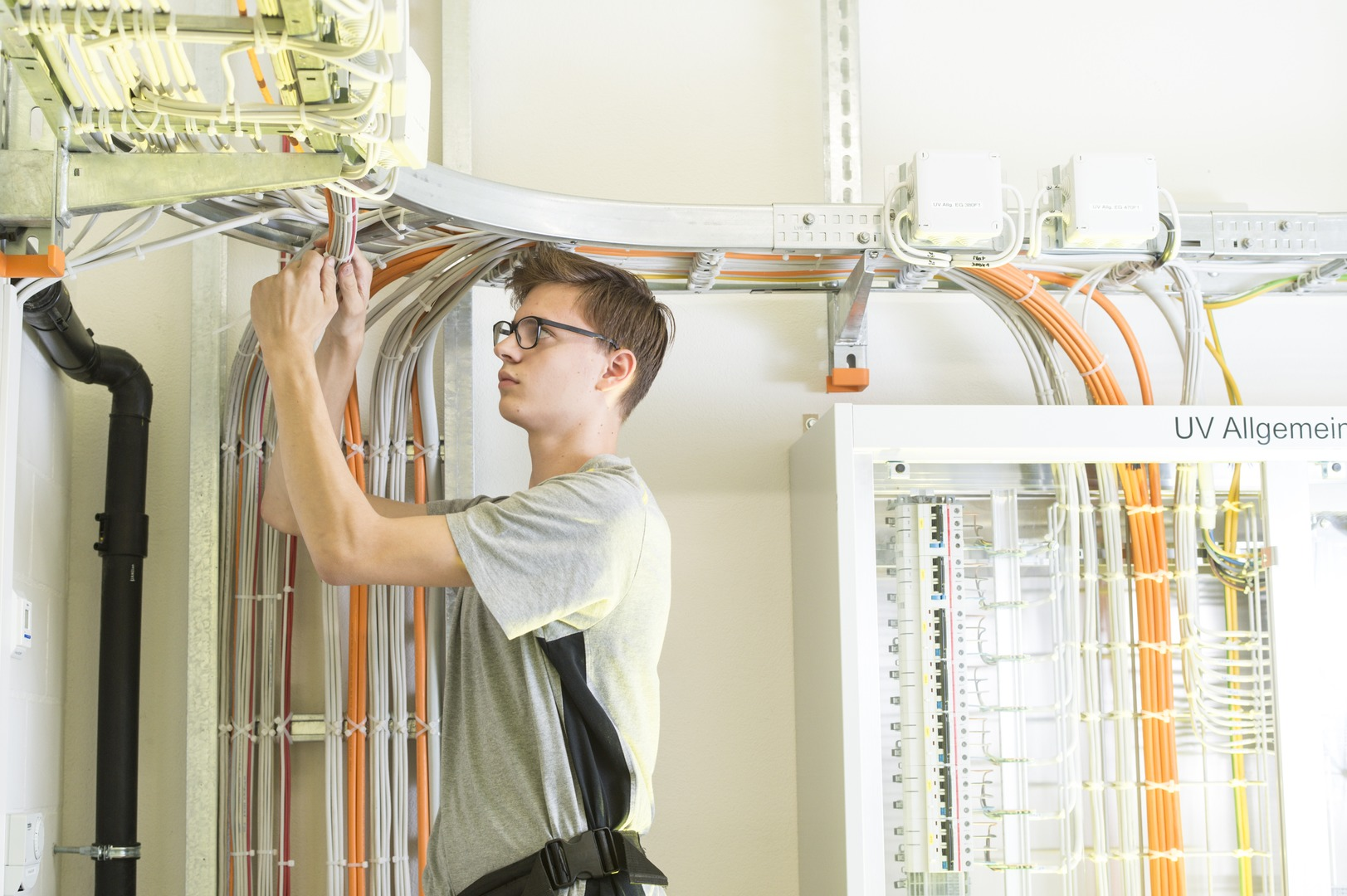
Elektroniker bei der Arbeit an elektrischen Leitungen

Elektroniker für Energie- und Gebäudetechnik planen, installieren und warten elektrische Anlagen. Sie sind dabei vor allem im Elektrohandwerk tätig, sie erbringen Leistungen der Kostengruppen: 440, 450, 480 sowie 550 nach DIN 276 und errichten beispielsweise Transformatoranlagen, Mittel- und Niederspannungsschaltanlagen, Blitzschutzsysteme, Beleuchtungsanlagen, Gefahrenmeldeanlagen sowie Anlagen im Bereich der Gebäudeautomatisierung.

## Weblink
- Elektroniker/in - Energie- und Gebäudetechnik im Berufenet der Bundesagentur für Arbeit